# توماس جفرسون راسک
توماس جفرسون راسک (به انگلیسی: Thomas Jefferson Rusk) سناتور سابق عضو حزب دموکرات ایالات متحده آمریکا بود. وی در سال ۱۸۴۶ تا ۱۸۵۷ میلادی سناتور ایالت تگزاس در سنای ایالات متحده آمریکا بود.